# Delta unguiculatum
Delta unguiculatum (Villers, 1789) è un imenottero appartenente alla famiglia dei vespidi.

## Descrizione

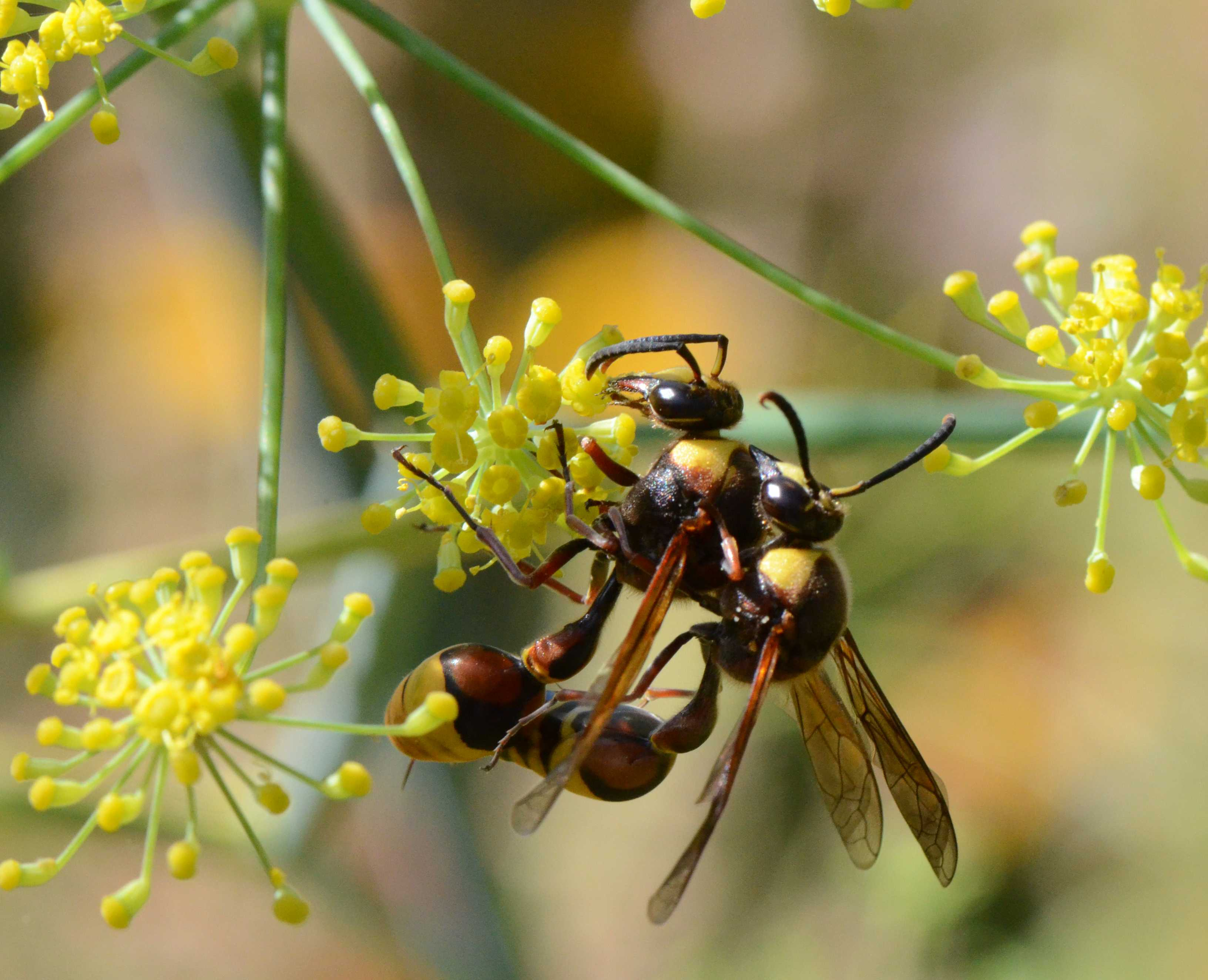
Due esemplari in accoppiamentoo

Il torace e la parte anteriore dell'addome sono di colore nero e rosso mattone, mentre il retro dell'addome è prevalentemente giallo; la colorazione è vagamente simile a quella del calabrone (Vespa crabro) o della Vespa orientalis ma la forma è più snella ed è più piccolo, raggiungendo i 2,5 cm; può anche essere scambiato in volo per un Rhynchium oculatum . Il primo segmento addominale, che collega l'addome al torace, è ben distinto, lungo e a forma di campana
L'adulto costruisce un nido di malta fangosa, formato da cellette cilindriche larghe 2 cm ciascuna; all'interno deposita l'uovo e alcuni bruchi catturati e paralizzati dal suo veleno, quindi sigilla il nido. Alla schiusa, la larva si nutrirà dei bruchi, prima di bucare il nido e uscirne.

## Distribuzione e habitat
La specie è attestata in gran parte d'Europa (eccetto l'Europa settentrionale), incluse molte isole del Mediterraneo, nonché nel Vicino Oriente. L'adulto è attivo generalmente nei mesi di luglio e agosto, e frequenta ambienti caldi, anche urbani; si nutre prevalentemente su infiorescenze di cipolla, porro, finocchio e aglio; costruisce il nido solitamente sulle pareti e sui sostegni in cemento dei pali elettrici, anche molto in alto.